# خوسيه ماريا الفارو زامورا
خوسيه ماريا الفارو زامورا (بالإسبانية: José María Alfaro Zamora)‏ (و. 1799 – 1856 م) هو سياسي من كوستاريكا ولد في ألاخويلا.